# Theope theritas
Espèce
Theope theritas est une espèce d'insectes lépidoptères appartenant à la famille  des Riodinidae et au genre Theope.

## Taxonomie
Theope theritas a été décrit par William Chapman Hewitson en 1860.

## Description
Theope theritas est un papillon aux ailes antérieures à l'apex pointu et au bord  concave au dessus bleu outremer métallique  avec une large bordure marron roux du bord externe et du bord costal des ailes antérieures qui ne laisse qu'une petite plage bleue à la base et le long du bord interne alors que les ailes postérieures sont bleues  avec juste une bande marron roux le long du bord costal.
Le revers est ocre doré, d'une couleur plus foncée et plus cuivrée dans l'aire basale, avec aux ailes postérieures deux points marron submarginaux proches de l'angle anal.

## Écologie et distribution
Theope theritas est présent dans la région amazonienne du Brésil.

### Biotope
Il réside dans la forêt amazonienne.

### Protection
Pas de statut de protection particulier.